# Онстед (Мічиган)
Онстед (англ. Onsted) — селище (англ. village) в США, в окрузі Ленаві штату Мічиган. Населення — 988 осіб (2020).

## Географія
Онстед розташований за координатами 42°0′24″ пн. ш. 84°11′21″ зх. д. / 42.00667° пн. ш. 84.18917° зх. д. (42.006790, -84.189216).  За даними Бюро перепису населення США в 2010 році селище мало площу 2,50 км², уся площа — суходіл. В 2017 році площа становила 2,76 км², уся площа — суходіл.

## Демографія
Згідно з переписом 2010 року, у селищі мешкало 917 осіб у 370 домогосподарствах у складі 253 родин. Густота населення становила 367 осіб/км².  Було 399 помешкань (160/км²).
Расовий склад населення:
| - 96,2 % — білих - 1,6 % — корінних американців - 0,4 % — азіатів - 0,2 % — чорних або афроамериканців |

До двох чи більше рас належало 1,3 %. Частка іспаномовних становила 1,6 % від усіх жителів.
За віковим діапазоном населення розподілялося таким чином: 26,9 % — особи молодші 18 років, 57,3 % — особи у віці 18—64 років, 15,8 % — особи у віці 65 років та старші. Медіана віку мешканця становила 39,3 року. На 100 осіб жіночої статі у селищі припадало 95,5 чоловіків;  на 100 жінок у віці від 18 років та старших — 88,2 чоловіків також старших 18 років.
Середній дохід на одне домашнє господарство  становив 59 451 долар США (медіана — 50 000), а середній дохід на одну сім'ю — 74 661 долар (медіана — 69 107). За межею бідності перебувало 14,1 % осіб, у тому числі 24,3 % дітей у віці до 18 років та 9,5 % осіб у віці 65 років та старших.
Цивільне працевлаштоване населення становило 419 осіб. Основні галузі зайнятості: виробництво — 24,6 %, освіта, охорона здоров'я та соціальна допомога — 24,6 %, роздрібна торгівля — 12,9 %, публічна адміністрація — 8,8 %.